# Chevreulia
Chevreulia é um género botânico pertencente à família Asteraceae.